# Maabara

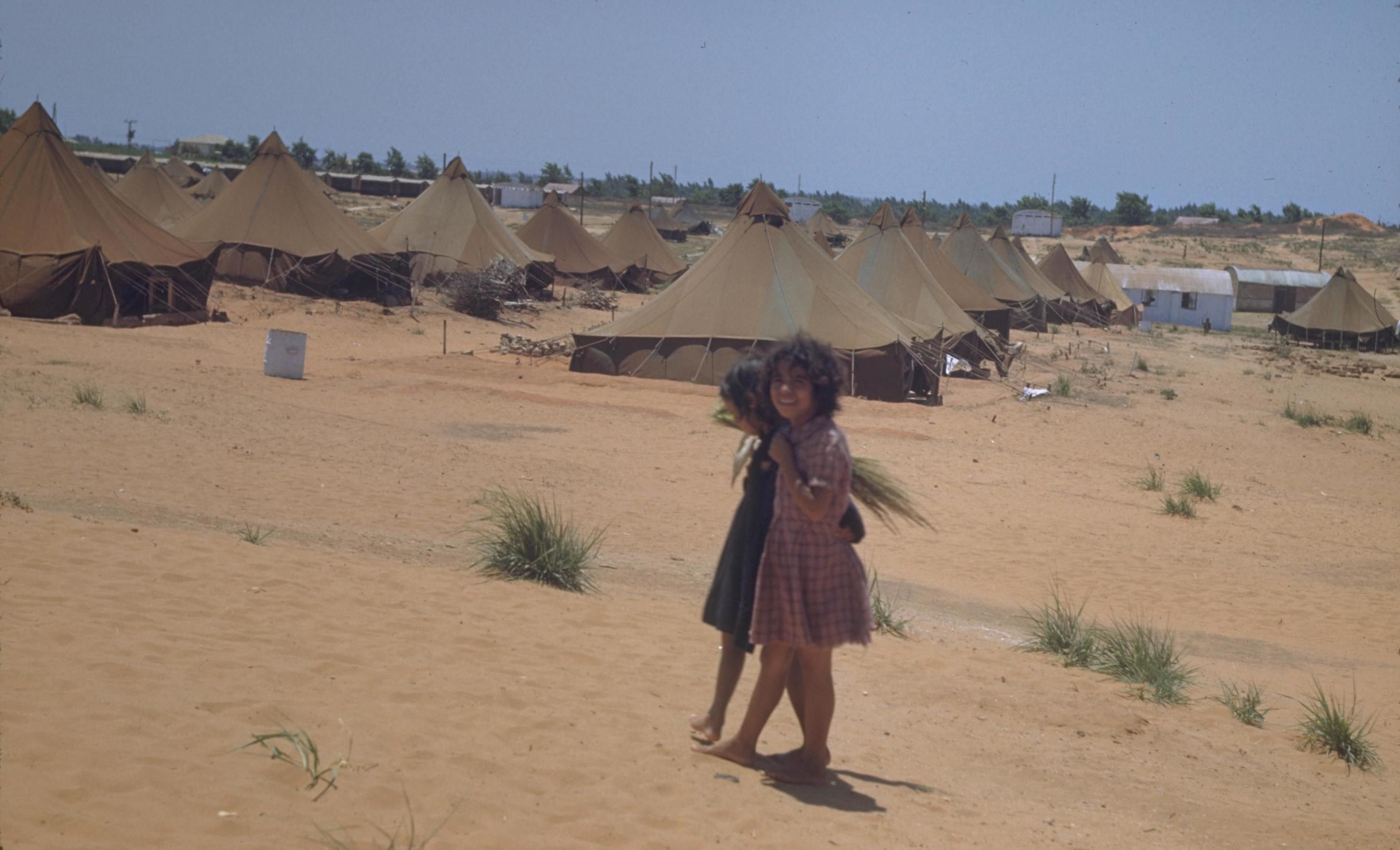
Fetițe de noi imigranți evrei în Maaberet Beit Lid în anul 1950.

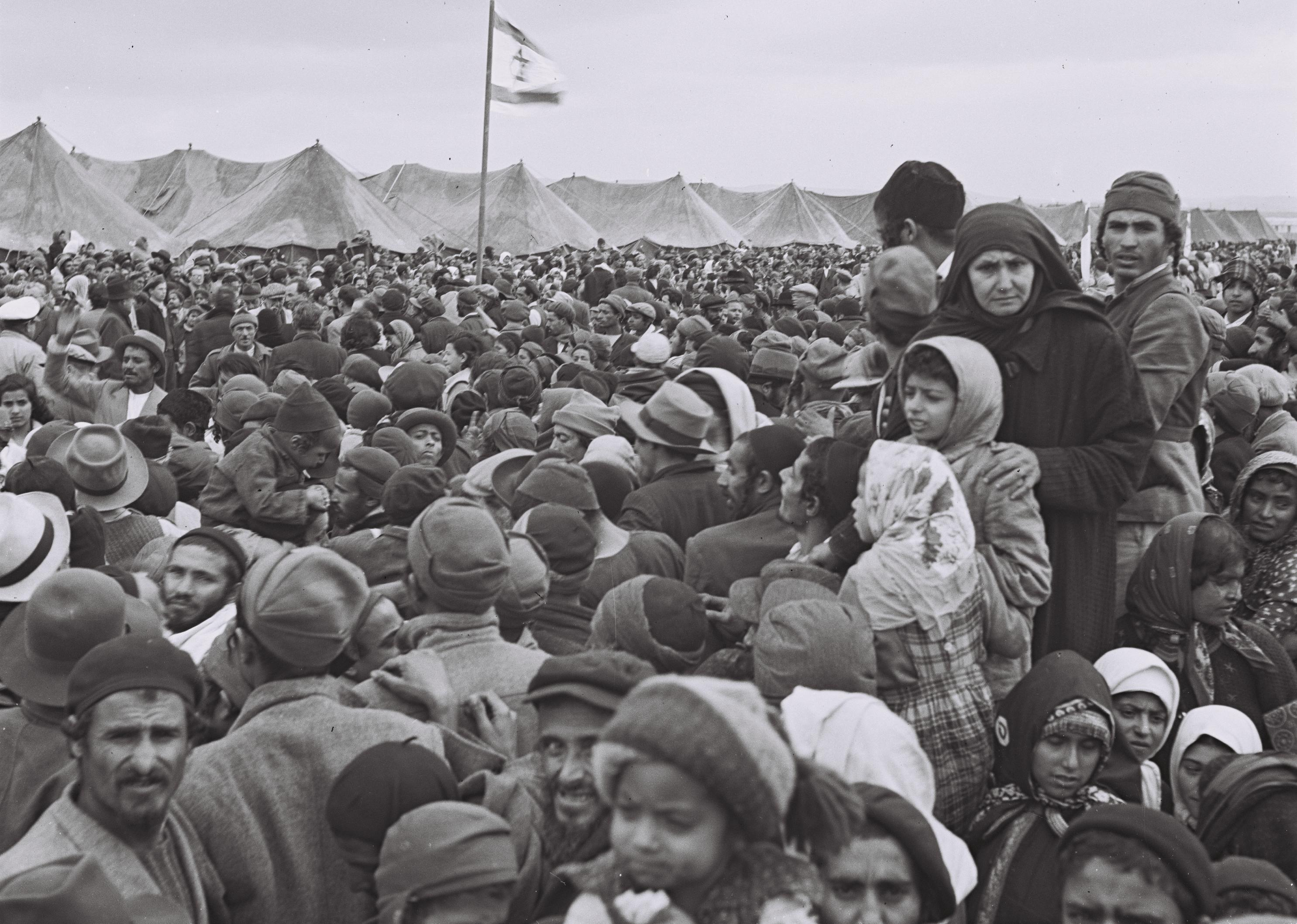
Imigranți evrei din Yemen ajunși la Maaberet Rosh Haayin, azi orașul Rosh Haayin. Fotografie de Zoltan Kluger

Maabará (în ebraică מעברה, la plural maabarot - מעברות), a cărui denumire oficială era Ishuv klitá (יישוב קליטה - așezare de integrare) a fost o așezare temporară destinată adăpostirii marilor valuri de noi imigranți evrei („olim hadashim”) la începuturile Statului Israel în anii 1950. Denumirea venea de la cuvântul ebraic „”maavar -מעבר - însemnând „trecere”, „tranziție”. Au fost înființate la propunerea lui Levi Eshkol, directorul departamentului responsabil cu așezarea populației din cadrul Agenției Evreiești.  
Peste o sută de „Maabarot” urmau să înlocuiască taberele de imigranți (mahanot olim) care au funcționat în anii 1948-1950.
Majoritatea acestor maabarot au fost create la marginea localităților evreiești existente, în așezări arabe palestiniene, rămase abandonate în urma Războiului arabo-israelian din anii 1948-1949 sau în apropierea unor zone agricole. Spre deosebire de taberele de imigranți care le-au precedat, în care condițiile de trai erau mai precare și unde locatarii erau practic închiși între garduri și întreținuți de Agenția Evreiască, locuitorii din maabará urmau să-și găsească locuri de muncă și să se întrețină singuri.   
Prima maabará a fost întemeiată la 23 mai 1950 la sud de moshavul Ksalon în Munții Ierusalimului.
Primii locatari ai ei au fost plasați în corturi cu familiile lor și au lucrat la împădurirea regiunii. În mai puțin de doi ani în maaborot au locuit peste 220.000 noi imigranți veniți din 15 state.
Așezările „maabarot ”au fost închise treptat la mijlocul anilor 1950 și unele au servit drept bază așa numitelor „orașe de dezvoltare”. Ultima maabará a fost închisă în anul 1963.

## Istoria
In primii ani ai existenței Israelului au imigrat in Israel evrei supraviețuitori ai Holocaustului din tabere de „persoane deplasate” din Germania, Austria și Italia, majoritatea originari din Polonia și Europa centrală, de asemenea evrei din Bulgaria și cei veniti cu „emigrația ilegală” din estul Europei, inclusiv România, și care fuseseră arestați și reținuți de către britanici în lagăre de detenție în Cipru. De asemenea  au venit evrei din Irak, Yemen, Tripolitania, Maroc etc. 80% din evreii aflați in tabere și maabarot erau în acea perioadă de origine așkenază.   
La sfârșitul anului 1949 se aflau în tabere de imigranți cira 90.000 persoane.
După desființarea taberelor de refugiați s-au înființat așezări de tranzit numite maabarot în care hrana și hainele nu mai erau distribuite de autorități, și locatarii trebuiau să se întrețină singuri.
Ei au locuit în corturi, căsuțe din tinichea și azbest, etc.
Prin aceste așezări au trecut în total circa 300000 persoane, într-o vreme în care populația totală a Israelului era de circa un milion de locuitori.  

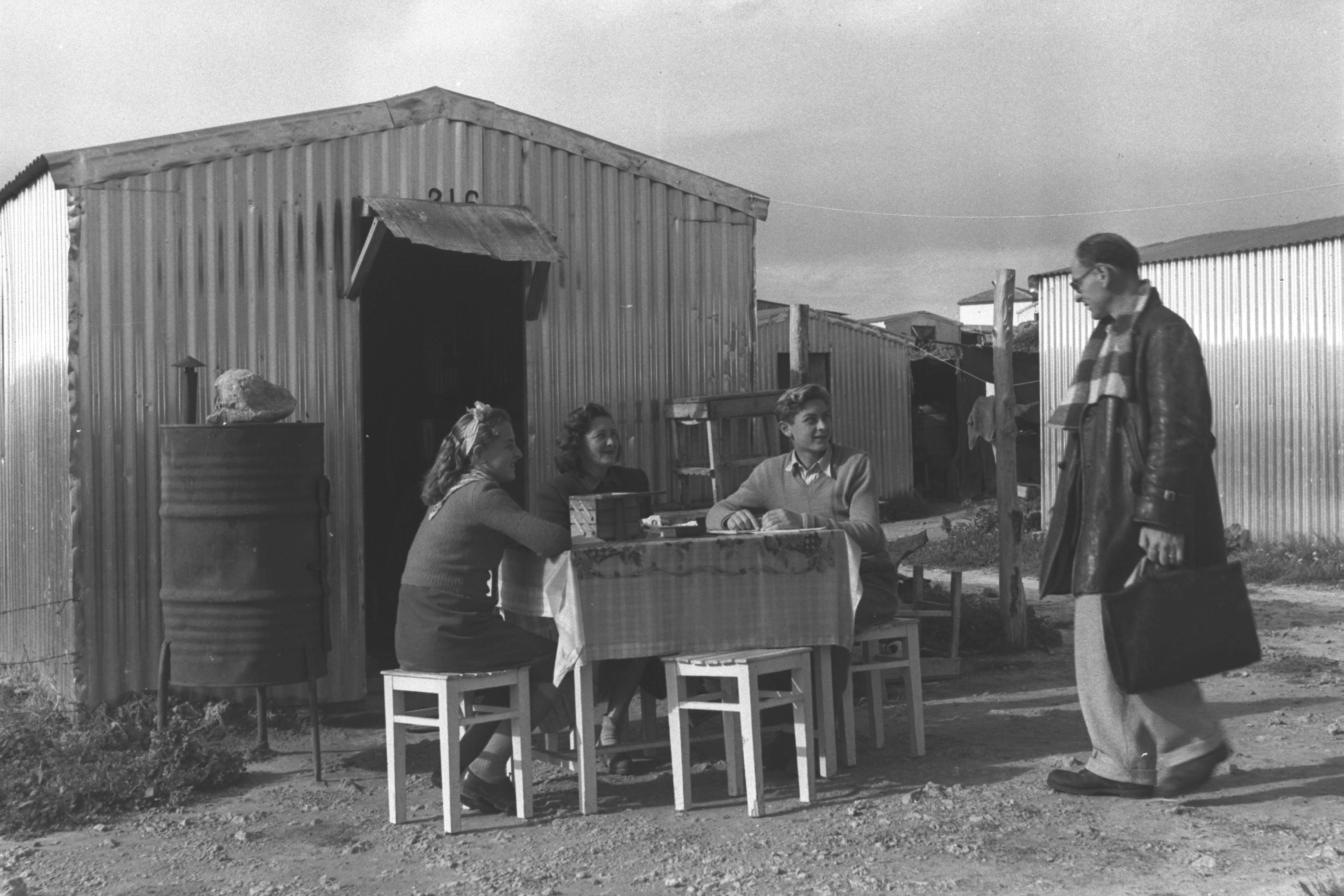
Imagine din Maaberet Nahariya în nordul Israelului

La inceputul anilor 1950 au ajuns în Israel circa 130000 evrei din Irak care au format circa o treime din locuitorii din maabarot. Paralel  au venit evrei din România, Polonia și Turcia. În anii 1950-1951 aproape jumătate din locuitorii din maabarot erau așkenazi  și ceilalți erau evrei „orientali”, de rit sefard, veniți mai ales din țările islamice. În cursul anului 1951 o mare parte din așkenazi au părăsit aceste așezări pentru a se instala în locuințe permanente. La începutul anului 1952 80% din persoanele din maabarot erau imigranți din țările islamice, iar restul așkenazi, mulți din ei din România. Evreilor așkenazi le a fost mai ușor să iasă din maabarot, din cauza că aveau familii mai mici, și puteau să economisească mai mult, aveau, uneori, mai multă educație formală, și prin cunoașterea limbii idiș și comunitatea de obiceiuri și mentalitate cu funcționarii, majoritatea așkenazi, din instituțiile oficiale, se bucurau adesea de protecție. Unii din evreii așkenazi, supravietuitori ai Holocastului, au beneficiat ulterior și de ajutoare sub forma despăgubirilor din Germania.
În aceste condiții șederea evreilor orientali în maabarot s-a prelungit.